# Миллс, Ноа
Ноа Миллс (англ. Noah Mills, род. 26 апреля 1983, Торонто) — американский актёр и модель канадского происхождения.

## Детство, семья
Ноа Миллс родился 26 апреля 1983 года в Торонто. Детство провёл в Балтиморе (штат Мэриленд). Ноа — пятый и самый младший ребёнок в семье. У него есть два старших брата и две старшие сестры.

## Карьера модели
Карьеру модели Ноа начал в 2003 году, после того как сестра отправила его фотографии в одно из модельных агентств Ванкувера. 14 ноября 2003 года Ноа стал «Моделью недели» сайта Models.com. В январе 2004 года он впервые вышел на подиум, приняв участие в показах осенне-зимних коллекций Gucci и Yves Saint Laurent в Милане и Париже, а в начале 2005 года подписал контракт с итальянским домом моды Dolce & Gabbana, сотрудничество с которым продолжается по сей день. Уже в январе 2005 года Ноа открывал показ осенне-зимней коллекции Dolce & Gabbana, что в модельном бизнесе считается чрезвычайно престижным. Впоследствии он не раз становился первым лицом показов различных домов моды, равно как и закрывал ряд показов, что для модели не менее почетно. В разные годы Ноа также был лицом рекламных кампаний Dolce & Gabbana, Calvin Klein, Emporio Armani, Tom Ford и Lacoste.
Материнским модельным агентством Ноа Миллса считается Wilhelmina Models.

## Карьера в кино
В 2010 году Ноа Миллс дебютировал в кино, исполнив роль Никки Марентино в фильме «Секс в большом городе-2». В одной из сцен герой Ноа оказывается в постели с Самантой Джонс (Ким Кэтролл).